# Cantón de Borgoña
El cantón de Borgoña es una división administrativa francesa situada en el departamento de Marne en la región Champagne-Ardenne. 

## Geografía
Este cantón se organiza alrededor de Borgoña en el distrito de Reims. 

## Composición
El cantón de Borgoña consta de 24 municipios y 21 212 habitantes (censo de 1999, sin doble contabilidad). 